# Puerto Charcot
Puerto Charcot o ensenada Charcot es una bahía de la isla Booth del archipiélago Wilhelm en la Antártida.
La bahía fue llamada así en honor del doctor Jean-Martin Charcot, famoso neurólogo francés. Fue el sitio de invernada del buque Le Français de la Tercera Expedición Antártica Francesa (1903-1905) dirigida por su hijo Jean-Baptiste Charcot, que la cartografió. Fue fotografiada desde el aire por la FIDASE (1956-1957). 
La bahía de 2,4 km de ancho se encuentra sobre la costa noroeste de la isla Booth, al oriente de punta Herveou, y en el brazo noroeste de la costa en Y de la isla. La bahía está coronada por una colina de 50 m de altura donde se encuentran los restos de la expedición de 1904.
Sin embargo, es una bahía que no es inmune a los vientos, las olas y los icebergs. Las barracas, hoy desaparecidas, se construyeron para llevar a cabo observaciones científicas. Solo queda un montón de piedras en la colina y un refugio de piedra. Cerca de la playa, existen los restos de un bote.
El sitio alberga una colonia de pingüinos gentoo, pingüinos de barbijo y cormoranes. Hay focas de Wedell y leopardos de mar.

## Sitio y Monumento Histórico
El mojón de rocas con un pilar y una placa de madera en donde están gravados los nombres de los miembros de la primera expedición Charcot en 1904 fue declarado Sitio y Monumento Histórico n.º 28 a propuesta de Argentina por Rec. VII-9 de 1972. Es conservado por Argentina y Francia.

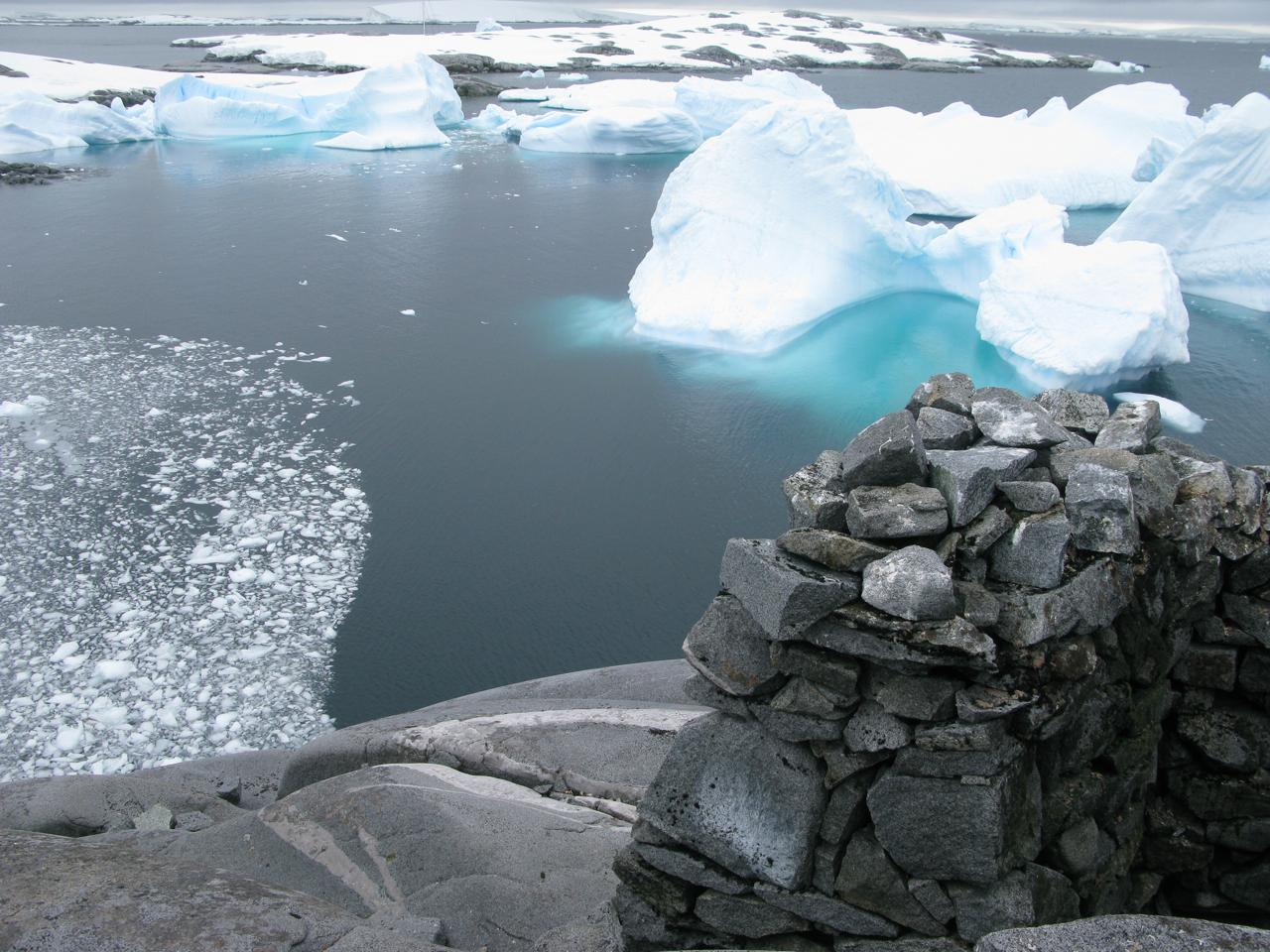
Puerto Charcot desde el montículo de la colina
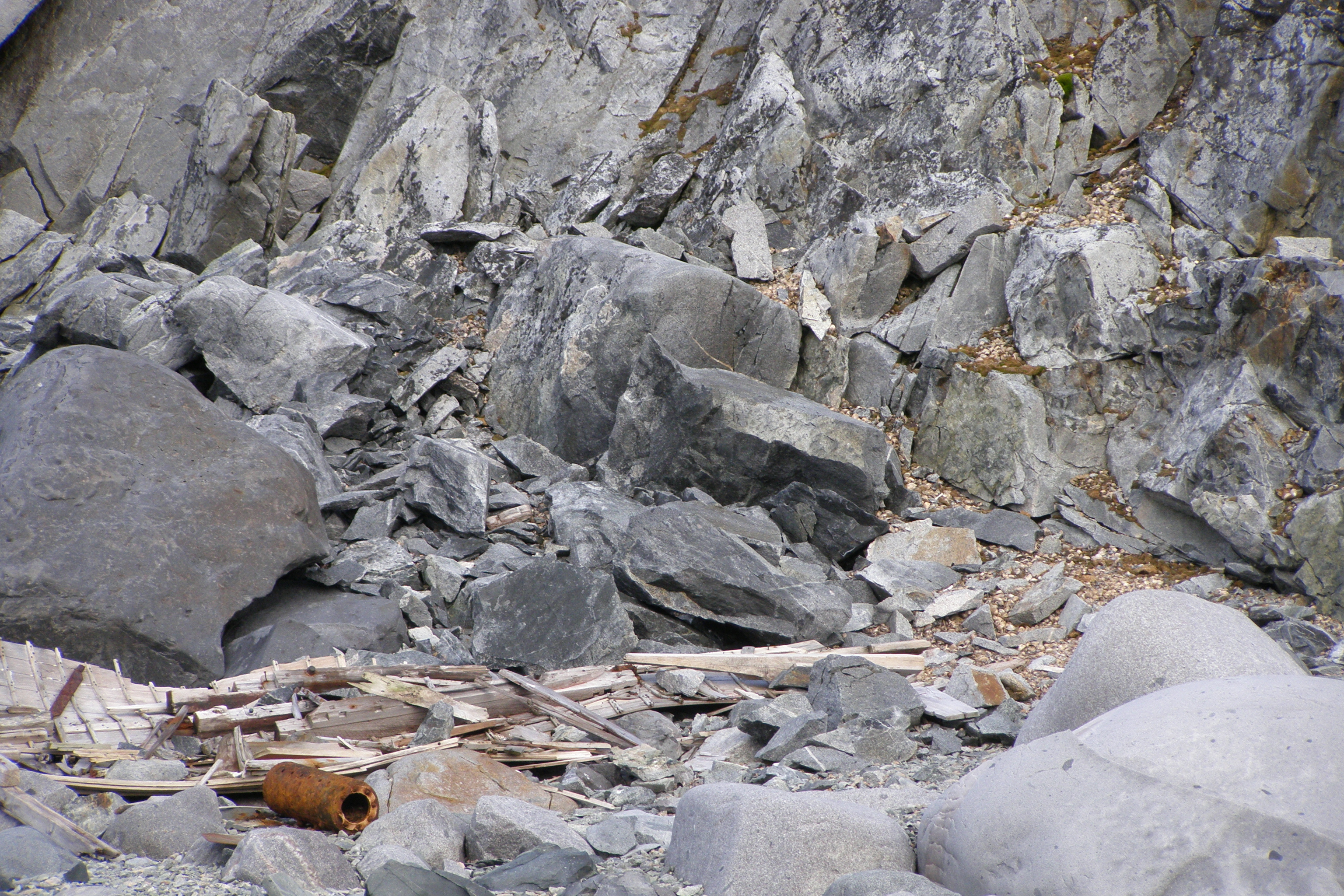
Restos del bote dejado por Charcot en 1904

## Reclamaciones territoriales
Argentina incluye al fondeadero en el departamento Antártida Argentina dentro de la provincia de Tierra del Fuego, Antártida e Islas del Atlántico Sur; para Chile forma parte de la comuna Antártica de la provincia Antártica Chilena dentro de la Región de Magallanes y de la Antártica Chilena; y para el Reino Unido integra el Territorio Antártico Británico. Las tres reclamaciones están sujetas a las disposiciones del Tratado Antártico.
Nomenclatura de los países reclamantes: 
- Argentina: puerto Charcot[4]
- Chile: puerto Charcot[5]
- Reino Unido: Port Charcot[6]